# Matchbook Romance
Matchbook Romance ist eine US-amerikanische Emo/Pop-Punk Band aus Poughkeepsie, New York, die 1997 gegründet wurde und sich seit 2007 in einer Pause unbestimmter Länge befinden. Es ist nicht klar, ob die Band sich damit de facto aufgelöst hat oder es Bestrebungen gibt, zu gegebener Zeit wieder zusammenzuarbeiten.

## Geschichte
In ihrer aktiven Zeit veröffentlichte die Band via Epitaph Records eine EP (West for Wishing) und zwei Alben (Stories and Alibis und Voices).
Das Lied Monsters, welches auch noch einmal als Single erschien, war in den USA ein großer Erfolg.
Im Dezember 2006 hat Ryan DePaolo, der Gitarrist, die Band verlassen, um seinen eigenen Interessen nachzugehen. Seinen letzten Auftritt hatte er am 22. Dezember 2006 in Poughkeepsie.
Am 12. März 2007 verkündete die Band auf ihrer MySpace-Seite, dass sie von nun an getrennte Wege gehen werden. Dennoch erschien Ende 2007 „Monsters“ noch auf dem Musikspiel „Guitar Hero 3: Legends of Rock“ als Bonustrack.

## Diskografie

### Alben
- 2003: Stories and Alibis (Epitaph Records)
- 2006: Voices (Epitaph Records)

### EPs
- 2003: West for Wishing (Epitaph Records)
- 2004: Matchbook Romance/Motion City Soundtrack (Epitaph Records) (Split-EP zwischen Matchbook Romance und Motion City Soundtrack)

### Singles
- 2006: Monsters (Epitaph Records)

### Musikvideos
- Promise
- My Eyes Burn
- Monsters

## Chartplatzierungen
Stories and Alibis erreichte 2003 bei den „Top Heetseakers“-Charts Platz 18 und 2004 bei den „Top Independent Albums“ Platz 26. Voices kam 2006 bei „The Billboard 200“ auf Platz 43, bei den „Top Independent Albums“ auf Platz 2 und bei den „Top Internet Albums“ auf Platz 43.